# Sereď
Sereď és una ciutat d'Eslovàquia. Es troba a la regió de Trnava.

## Història
La primera menció escrita de la vila es remunta al 1313.

## Demografia
| Godina             | 1994   | 2004   | 2014   | 2024   |
| ------------------ | ------ | ------ | ------ | ------ |
| Nombre de persones | 17.567 | 17.286 | 15.993 | 15.059 |
| Diferència         |        | −1,59% | −7,48% | −5,84% |

| Godina             | 2023   | 2024   |
| ------------------ | ------ | ------ |
| Nombre de persones | 15.166 | 15.059 |
| Diferència         |        | −0,70% |

## Ciutats agermanades
- Alblasserdam, Països Baixos
- Leopoldsdorf im Marchfelde, Àustria
- Tišnov, República Txeca

1. 1 2  «Počet obyvateľov podľa pohlavia - obce (ročne) [om7101rr_obce=AREAS_SK]».   Statistical Office of the Slovak Republic, 31-03-2025. [Consulta: 31 març 2025].